# Helmut Bornemann
Helmut Bornemann (* 16. März 1902 in Basel; † 13. August 1991) war ein deutscher Ingenieur.

## Werdegang
Bornemann war Sohn des Theologen Wilhelm Bornemann. Er studierte zunächst Maschinenbau an der Technischen Hochschule Darmstadt, später Fernmeldetechnik an der Technischen Hochschule von Berlin-Charlottenburg, wo er 1925 als Diplom-Ingenieur abschloss.
Von 1963 bis 1968 war er Beamteter Staatssekretär im Bundesministerium für das Post- und Fernmeldewesen.

## Ehrungen
- 1967: Großes Verdienstkreuz mit Stern und Schulterband der Bundesrepublik Deutschland